# 天狐
天狐是中國和日本古代的傳說中有著通天之術的仙狐，指位階最高的狐狸。在中國方面，郭璞著的《玄中記》云：“狐五十歲能變化為婦人，百歲為美女，為淫婦，為神巫。或為丈夫，與女人交接。能知千里外事，善蠱魅，使人迷惑失智。千歲即與天通，為天狐。”後來《酉陽雜俎》、《五雜組》對天狐亦有所記載。在日本的江戶時代，天狐被認為是最崇高的狐狸。另在日本早期的天狗因其形貌亦被称作天狐，直到平安时代，天狗仍採用《山海经》中的形象。